# Arkady Bochkaryov
Arkady Adreyevich Bochkaryov (cirílico: Аркадий Андреевич Бочкарёв) (Moscovo, 24 de fevereiro de 1931 - 24 de fevereiro de 1988) foi um basquetebolista russo que integrou a Seleção Sovietica que conquistou a Medalha de Prata disputada nos XVI Jogos Olímpicos de Verão de 1956 realizados em Melbourne, Austrália.
Disputou também três Campeonatos Europeus e conquistou duas Medalhas de Ouro em 1957 e 1959.